# Audix

Logo

Audix ist ein 1984 durch Cliff Castle und Fred Bigeh gegründeter amerikanischer Hersteller von Mikrofonen und Mikrofonzubehör. Des Weiteren baut Audix aktive und passive Lautsprecherboxen.

## Gesangsmikrofone
Die bekanntesten Modelle sind die dynamischen Gesangsmikrofone der OM-Reihe. Zu ihr gehören folgende Typen:
- OM-2 (auch mit Schalter als OM-2s)
- OM-3 (auch mit Schalter als OM-3s)
- OM-3xb
- OM-5
- OM-6
- OM-7

Die OM-Serie wird in den USA produziert. Daneben bietet Audix die in Asien produzierten dynamischen Mikrofone F50 und CD11 an.
Darüber hinaus wurde die Produktpalette um die Kondensator-Gesangsmikrofone VX5 und VX10 erweitert.

## Schlagzeugmikrofone
Die klassischen Schlagzeugmikrofone des Herstellers Audix tragen die Typenbezeichnungen D1 - D6. Daneben existieren diverse Spezialmikrofone für Perkussionsinstrumente.

## Sonstige
Es werden neben den genannten Produkten auch Kopfbügelmikrofone, Großmembranmikrofone, Kleinmembranmikrofone, Messmikrofone und Funkmikrofone hergestellt.